# Remijia sessilis
Remijia sessilis är en måreväxtart som beskrevs av Julian Alfred Steyermark. Remijia sessilis ingår i släktet Remijia och familjen måreväxter. Inga underarter finns listade i Catalogue of Life.